# Flaming Youth
Flaming Youth war eine britische Rockband, die Ende der 1960er Jahre aktiv war. Sie war kommerziell wenig erfolgreich und wird heute als Phil Collins’ erste Band bezeichnet, die einen Plattenvertrag hatte.

## Karriere
1969 tourte der amerikanische Musiker John Walker von den The Walker Brothers durch England. Unterstützt wurde er dabei von Brian Chatton (Keyboards), Gordon "Flash" Smith (Bass), Ronnie Caryl (Gitarre) und Phil Collins (Schlagzeug). Nach Abschluss der Tournee beschossen die Musiker als Band zusammen zu bleiben und gründeten die Band Hickory. Unter diesem Namen nahmen sie 1969 ihre erste Single, Green Light / The Key auf.
Die Band lernte die Songwriter und Produzenten Ken Howard und Alan Blaikley von Dave Dee, Dozy, Beaky, Mick & Tich und kennen, die Musiker für ein Konzeptalbum suchten. Da den Produzenten der Bandname Hickory nicht gefiel, änderten sie den Bandnamen in Flaming Youth. 1969 veröffentlichte Flaming Youth ihr erstes Album, Ark 2. Die LP wurde in Großbritannien bei Fontana Records veröffentlicht, hatte aber keinen kommerziellen Erfolg. Es wurden weitere Singles aus dem Album veröffentlicht, um sie bekannter zu machen, trotzdem hatte die Band wenig Erfolg und Schwierigkeiten Auftritte zu bekommen. Der Organist Rod Mayall, der Bruder von John Mayall trat 1970 der Band als Keyboarder bei. Im November desselben Jahres wurde vom Westdeutschen Fernsehen das Album Ark2 als Live-Konzert für das Fernsehen aufgezeichnet. Die Aufzeichnung wurde am 24. Dezember 1970 unter dem Titel, Arche II, eine Musikalische Expedition in All im deutschen Fernsehen ausgestrahlt. Da auch dies nicht zu dem erwarteten Erfolg führte, löste sich die Band im Dezember 1970 auf.

## Nachwirkung
1970 suchte die Band Genesis nach einem Gitarristen und Schlagzeuger und so spielten Phil Collins und Ronnie Caryl bei Genesis vor. Bei einem ersten Konzert mit Genesis in Aylesbury, standen Caryl und Collins mit Genesis als Musiker auf der Bühne. Caryl hatte als Gitarrist Schwierigkeiten in der Band und wurde im gleichen Jahr durch Steve Hackett als Gitarristen ersetzt. Nachdem Caryl die Band verlassen hatte, spielte er weiterhin mit Collins als Rhythmusgitarrist auf dessen Solotouren. Nachdem der Keyboarder Brian Chatton Flaming Youth verlassen hatte, schloss er sich mit Lee Jackson dem Bassisten und Sänger von The Nice und dem Multiinstrumentalisten John McBurnie der Band Jackson Heights an. Gemeinsam nahmen sie drei Alben auf. Auf Chattons Soloalbum, Playing for Time spielte Phil Collins als Schlagzeuger.